# 1237
1237 (MCCXXXVII) var ett normalår som började en torsdag i den julianska kalendern.

## Händelser

### Okänt datum
- Dominikanerkloster grundas i Sigtuna och Skänninge, som blir något av ett centrum för dominikanermunkarna.
- Tavasternas uppror slås ner.
- Ett nytt privilegiebrev utfärdas, där gotlänningarnas tullfrihet i England bekräftas.
- Konrad IV väljs till kung av Tyskland.
- Mongolerna invaderar Ryssland.
- Svärdsriddarna utvidgar Tyska ordens område ända till Estland.
- Staden Berlin grundas, när dess tvillingstad Cölln får stadsprivilegium.
- De träd fälls vilka blir byggmaterial till Sveriges äldsta bevarade timrade byggnad, ett eldhus numera beläget på Zorns gammelgård i Mora

## Födda
- Rikissa Birgersdotter, svensk prinsessa, drottning av Norge 1251–1257, gift med Håkon den unge (född omkring detta år).

## Avlidna
- 22 mars – Johan av Brienne, kung av Jerusalem.
- Bengt Magnusson, biskop i Linköpings stift.
- Berenguela av Leon, kejsarinna av Konstantinopel.
- Ermessenda de Castellbò, andorransk feodalherre.